# 元嵩
元嵩（469年—507年3月31日），字道岳，河南郡洛阳县（今河南省洛阳市东）人，追尊魏景穆帝拓跋晃之孙，任城康王拓跋云第二子，北魏宗室、官员。

## 生平
元嵩在魏孝文帝元宏时期从中大夫升任员外常侍，转任步兵校尉。大司马、安定王拓跋休去世时，还没到百日祭奠，元嵩就游玩狩猎。魏孝文帝听说后大怒，诏令说：“元嵩不能克制自己使言行合乎礼制，心中想着法度，大司马去世不久，就用苍鹰鹞子来娱乐。有父辈的悲痛，无侄子的感情，捐除良心抛弃礼法，何等快速！可免除他的官职。”元嵩后来跟随平定沔水以北，屡次有战功，出任左中郎将，兼任武卫将军。
太和十九年（495年），魏孝文帝南征，咸阳王元禧、彭城王元勰、元嵩、元丽、广陵侯元燮、都督大将军刘昶、王肃、杨大眼、奚康生、长孙稚等三十六路军队出兵，号称百万大军。
太和二十三年（499年）三月，魏孝文帝南伐，南梁的将领陈显达率领军队抵御。元嵩携带三件兵器，脱下铠甲冲锋在前，将领士兵跟着他，陈显达溃散逃跑，北魏军队杀死擒获敌人数以万计，元嵩在这天勇冠三军。魏孝文帝非常高兴的说：“任城康王的福气德行大，文武人才都出在他家中。”元嵩以功劳获赐爵高平县侯，被赐予帛二千五百匹。
当初，魏孝文帝从洛阳出发时，冯皇后因为犯罪被囚禁在皇宫中。太和二十三年（499年）三月，北魏平定陈显达后，回师驻扎在穀唐原，魏孝文帝病得很重，将要赐令冯皇后自杀，说：“使者不易得。”魏孝文帝回头对任城王元澄说：“任城王必定不会辜负我，元嵩也应当不会辜负任城王，可以用元嵩为使者。”于是召元嵩进入行宫，亲自下诏派遣他前往洛阳，赐令冯皇后自杀。
魏宣武帝元恪即位，元嵩以武卫将军兼任侍中，外任平南将军、荆州刺史。元嵩上表说：“南齐萧宝卷骨肉之间互相残杀，忠臣贤士首先被诛杀，臣下忧愁，无不离心背叛，君臣二心，战事不断。传闻说萧宝卷的雍州刺史萧衍的哥哥萧懿在建业起兵，与萧宝卷对峙，荆郢二州刺史都是萧宝卷的弟弟，必定有图谋萧衍的心意。臣如果派人送信相告，迎合他们原本的计谋，希望获得他们共同的心愿，合力除掉萧衍。平定萧衍之后，他们必定回师去救援丹阳，将不能回来治理边疆，固全襄沔地区。臣军队的威势已经到达那里，那么沔水以南的地方可以一战收复。沿着汉水炫耀兵力，向他们展示声威与德行，想归顺有道的就招引容纳他们，受怀疑报告危难的就援救接应他们。统领兵马养精蓄锐，观察裂痕窥伺嫌隙，如果他们凋败的形势已经昭显，就可以发兵顺流而下，长驱直入席卷南方。”诏令说：“所陈述的好计谋，实在是良策。将依时机形势进军，任由将军裁决。”随后萧衍很快攻克建业，于是作罢。元嵩出任平北将军、恒州刺史，转任平东将军、徐州刺史，又转任安南将军、扬州刺史。
萧衍湘州刺史杨公则率领部众两万人驻守在洛口，姜庆真率领士兵五千人据守首陂，萧衍又派遣左军将军骞小眼，军主何天祚、张俊兴等人率领部众七千人攻打围困陆城，元嵩于是派遣统军封迈、王会等人率领步兵骑兵八千人讨伐他们。封迈到达陆城，南梁军队趁夜逃走，封迈追击打败他们，斩杀擒获几千人，杨公则和姜庆真退回到马头。萧衍徐州刺史昌义之驻守高皇，派遣三支军队暗中侵犯阴陵，因为淮河水浅枯竭，不通船只，驻守在马头。萧衍将领田道龙、何景先等人率领士兵三千人已经到达衡山，计划进犯陆城，南梁军队都很逼近。元嵩派遣统军李叔仁等人援助合肥、小岘、杨石，接连交战击败敌军。萧衍征虏将军赵草驻守黄口，元嵩派遣军司赵炽等人前往讨伐，先派遣统军安伯丑暗中出兵趁夜渡河，在下蔡埋伏。赵草率领士兵四千人迎上前来应战，安伯丑与下蔡戍主王虎等人前后夹击，大败赵草，南梁军队被俘获斩首及溺死的有四千多人。统军李叔仁等人在夜晚袭击硖石的南梁军队，又打败他们。姜庆真专门据守肥水以北，冠军将军曹天宝驻守鸡口，军主尹明世驻守东硖石。元嵩派遣别将羊引驻扎在淮河以西，离南梁军队的军营十里，司马赵炽率领士兵一万人做里外的声援。北魏各军会合后，分别攻打南梁的四个营垒，南梁军队战败逃走，南梁军队被俘获斩首数千人，溺死的以万计数。统军牛敬宾攻打硖石，尹明世趁夜逃走。姜庆真聚集残余部众顺着淮河而下，下蔡戍主王略截断水流攻打他们，俘获斩杀了大半。北魏于是威名大振。
正始四年岁次丁亥春三月庚申朔三日壬戍（507年3月31日），元嵩为奴仆李太伯等人合谋杀害，虚岁卅九，夫人穆氏和儿子元世贤也同时遇害。魏宣武帝在东堂为元嵩举办丧事，赐予绢一千匹，赠予车骑大将军、领军将军，谥号刚侯，正始四年秋七月戊午朔十六日癸酉（507年8月9日）葬于河阴县穀水北岗。

## 家庭

### 祖父
- 拓跋晃，北魏恭宗景穆皇帝[4]

### 父亲
- 拓跋云，北魏任城康王[4]

### 兄弟姐妹
- 元澄，北魏司徒公、侍中、尚书令、大将军、任城文宣王
- 元纯陀，先嫁穆氏，后改嫁邢峦
- 元瞻，北魏金紫光禄大夫、散骑常侍、抚军将军、司州州都

### 夫人
- 穆氏

### 儿子
- 元世贤
- 元世俊，东魏骠骑大将军、侍中、尚书令、仪同三司、武阳躁戾子
- 元世哲，东魏吏部郞